# SDバトル大相撲 平成ヒーロー場所
『SDバトル大相撲 平成ヒーロー場所』は、1990年4月20日に日本のバンプレストから発売されたファミリーコンピュータ用ゲームソフト。
SDにディフォルメされたロボットアニメや特撮作品のキャラクターが相集い、「スーパーロボット大戦シリーズ」の基ともなった版権キャラクターによるクロスオーバーゲーム『コンパチヒーローシリーズ』の第1作。

## ゲームシステム
プレイ中に赤のゲージと青のゲージがあり、技を受けると赤のゲージが減少し、全てなくなると土俵の外に吹っ飛んで負ける。
青のゲージはそのキャラクター力士の得意技が使えるメーターである。
各部屋にはその作品の主要スタッフをモデルにした親方が登場し、時には力士に檄を飛ばしたり、物言いに参加したりしている。
セーブ機能はないものの、画面に映し出される「コンティニュー」の文字を入力することで、途中からのプレイが可能。
個人戦モードでは幕内前頭十二枚目から始まり、一場所15日間で8勝以上の勝ち越すと昇進。7勝以下なら一つ陥落。14勝1敗の場合、優勝決定戦が発生する。
団体戦モードでは2P対戦が可能。

## 部屋&所属力士

### 部屋一覧

#### M78部屋
ウルトラシリーズのヒーロー・怪獣で構成された部屋。
親方のモデルは当時の円谷プロ社長・円谷皐。
| 四股名             | 登場作品           | 技                       |
| ------------------ | ------------------ | ------------------------ |
| うるとらまん       | ウルトラマン       | すぺしうむなげ           |
| うるとらせぶん     | ウルトラセブン     | あいすらっがーきりたおし |
| うるとらまんえーす | ウルトラマンA      | すぺーすきゅーだし       |
| うるとらまんたろう | ウルトラマンタロウ | うるとらだいなまいと     |
| ばるたんせいじん   | ウルトラマン       | すぺるげんがえし         |

#### ライダー部屋
仮面ライダーシリーズのライダー・悪役キャラで構成された部屋。
親方のモデルは原作者・石ノ森章太郎。
| 四股名                                               | 登場作品             | 技                                                       |
| ---------------------------------------------------- | -------------------- | -------------------------------------------------------- |
| らいだー一ごう                                       | 仮面ライダー         | きりもみけりたおし                                       |
| らいだー二ごう                                       | 仮面ライダー         | らいだーけりたおし                                       |
| らいだーぶいすりー                                   | 仮面ライダーV3       | はりけーんけりたおし                                     |
| らいだーあーるえっくす :ろぼらいだー :ばいおらいだー | 仮面ライダーBLACK RX | りぼるけいんたおし :ぼるてぃっくうちだし :ばいおつきだし |
| しゃどーむーん                                       | 仮面ライダーBLACK    | さたんきりだし                                           |

#### MS部屋
ガンダムシリーズのモビルスーツで構成された部屋。
親方のモデルはシリーズの監督・富野由悠季。
| 四股名           | 登場作品                                | 技                       |
| ---------------- | --------------------------------------- | ------------------------ |
| NT一あれっくす   | 機動戦士ガンダム0080 ポケットの中の戦争 | ばるかんつきだし         |
| がんだむまーく二 | 機動戦士Ζガンダム 機動戦士ガンダムZZ    | びーむさーべるきりたおし |
| にゅーがんだむ   | 機動戦士ガンダム 逆襲のシャア           | ふぃんふぁんねるつきだし |
| ひゃくしきかい   | Ζ-MSV                                   | ばるかんぽっどうちだし   |
| じおんぐ         | 機動戦士ガンダム                        | さいこみゅだし           |

#### 戦隊部屋
戦隊シリーズの巨大ロボ・悪役キャラで構成された部屋。
親方のモデルは当時の東映特撮の総指揮者・渡辺亮徳。
| 四股名                         | 登場作品                 | 技                                                 |
| ------------------------------ | ------------------------ | -------------------------------------------------- |
| たーぼろぼ                     | 高速戦隊ターボレンジャー | こーそくきりたおし                                 |
| ふらっしゅきんぐ               | 超新星フラッシュマン     | こずもそーどつきだし                               |
| ぐれーとふぁいぶ               | 光戦隊マスクマン         | こーでんしらいざーつきだし                         |
| らいぶろぼ :すーぱーらいぶろぼ | 超獣戦隊ライブマン       | ちょーじゅーきりたおし :すーぱーびっぐばーすとだし |
| しるば :ばるじおん             | 超電子バイオマン         | ばいばすたーつきだし :はんばいおりゅーしとばし     |

#### オリジナル
| 四股名               | 技                 |
| -------------------- | ------------------ |
| ばんぷれきっど       | ろけっとぶちかまし |
| ぐれーとかみなりもん | たーみねさんだあ   |